# Vaughan (Ontario)
Vaughan es una ciudad localizada en la provincia canadiense de Ontario dentro de la Municipalidad Regional de York (43°50′N 79°30′O / 43.833, -79.500). Con una superficie de 273,56 km², su población era de 323 103 habitantes en 2021, y su densidad poblacional es de 1181.1 hab/km². La ciudad fue fundada en 1782 e incorporada en 1991. Ha sido el municipio de más rápido crecimiento en Canadá entre 1996 y 2006, con un aumento de población del 80,2% durante este período y casi duplicándose desde 1991. Es la quinta ciudad más grande del Área Metropolitana de Toronto y la decimoséptima ciudad más grande de Canadá.

## Toponimia
El municipio debe su nombre a Benjamin Vaughan, un comisionado británico que firmó un tratado de paz con los Estados Unidos en 1783.

## Historia
En el último período anterior al contacto con los europeos, el pueblo hurón pobló lo que hoy es Vaughan. La aldea ancestral wendat de los skandatut dominaba el brazo oriental del río Humber (Pine Valley Drive) y en el siglo XVI contaba con una población de unos 2 000 hurones. El lugar está cerca de un osario hurón, una fosa común descubierta en Kleinburg en 1970, y un kilómetro al norte del enclave hurón Seed-Barker.
El primer europeo en pasar por Vaughan fue el explorador francés Étienne Brûlé, que atravesó el sendero Humber en 1615. Sin embargo, no fue hasta que se crearon los municipios en 1792 que Vaughan comenzó a ver asentamientos europeos, ya que se consideraba extremadamente remoto y la falta de carreteras a través de la región dificultaba los viajes. El municipio recibió su nombre de Benjamin Vaughan, un comisionado británico que firmó un tratado de paz con Estados Unidos en 1783.
A pesar de las dificultades de la vida de los pioneros, los colonos llegaron a Vaughan en cantidades considerables. La población pasó de 19 hombres, 5 mujeres y 30 niños en 1800 a 4300 habitantes en 1840. Las primeras personas en llegar fueron principalmente alemanes de Pensilvania, con un número menor de familias de ascendencia inglesa y un grupo de realistas franceses. Esta migración de los Estados Unidos fue reemplazada en 1814 por inmigrantes de Gran Bretaña. Si bien muchos de sus predecesores habían sido agricultores, los inmigrantes más nuevos demostraron ser comerciantes altamente calificados, lo que resultaría útil para una comunidad en crecimiento.
Alrededor de las instalaciones establecidas por este grupo había varias aldeas, la más antigua de las cuales era Thornhill, donde se erigió un aserradero en 1801, un molino de molienda en 1815, y tenía una población de 300 en 1836. Otros enclaves similares incluyeron Kleinburg, Coleraine, Rupertville (Maple), Richmond Hill, Teston, Claireville, Pine Grove, Carrville, Patterson, Burlington, Concord, Edgeley, Fisherville, Elder's Mills, Elgin Mills, Jefferson, Nashville, Purpleville, Richvale, Sherwood, Langstaff, Vellore y Burwick (Woodbridge).
En 1846, el municipio era principalmente agrícola, pero tenía una población de 4300 habitantes. Había seis molinos y 25 aserraderos. En 1935, había 4 873 residentes.
Sin embargo, la Segunda Guerra Mundial provocó una afluencia de inmigración y, en 1960, la población era de 15 957 habitantes. La composición etnocultural de la zona comenzó a cambiar con la llegada de diferentes grupos como italianos, judíos y europeos del este.
Incorporado en 1850 como municipio de Vaughan, se estableció un gobierno municipal. Vaughan Road fue un camino histórico construido en 1850 que unía el municipio de Vaughan con Toronto. Incorporaba partes de la actual Dufferin Street al norte de Eglinton Avenue en Toronto, aunque todo lo que queda de ella hoy es la alineación separada más al sur, que atraviesa la mitad este de la antigua ciudad de York. En 1971, se estableció el nuevo gobierno regional de la Región de York, que adquirió servicios policiales y de bienestar de las comunidades a las que prestaba servicios; simultáneamente, el municipio se fusionó con la aldea de Woodbridge para formar la ciudad de Vaughan. En 1991, cambió su estatus legal a Ciudad de Vaughan.
Dos tornados F2 arrasaron la ciudad de Vaughan durante el brote de tornados en el sur de Ontario el 20 de agosto de 2009. El primer ministro Dalton McGuinty y la alcaldesa Linda Jackson recorrieron la destrucción al día siguiente y reportaron 200 casas en estado crítico y hasta 600 casas adicionales que probablemente serán demolidas. Los tornados también arrancaron árboles, volcaron autos y dejaron a miles de personas sin electricidad. Vaughan declaró el estado de emergencia debido a los daños generalizados. No se informaron muertes por los tornados, pero un hombre que resultó herido en las tormentas sufrió un ataque al corazón a la mañana siguiente.
Es posible que los clientes de teléfonos de América del Norte que realicen llamadas a Vaughan no reconozcan los detalles del cargo en sus facturas. Aunque Vaughan ha sido un solo municipio desde 1971, el operador local de intercambio local, Bell Canada, divide la ciudad en tres centros de tarifas históricas: Kleinburg, Maple y Woodbridge. Parte del centro de tarifas de Thornhill se extiende hasta Vaughan. De hecho, Vaughan ni siquiera aparece en la guía telefónica

## Demografía
Composición demográfica de Vaughan
- Caucásicos: 81.0 %
- Asiáticos del Sur: 5.9 %
- Chinos: 3.8 %
- Afroamericanos: 1.8 %
- Filipinos: 1.4 %
- Latino-americanos: 1.2 %
- Sudeste Asiáticos: 1.2%
- Otros grupos: 3.7 %